# Garbatella
Garbatella é um bairro histórico de Roma localizado no quartiere Q. X Ostiense.